# Live (2020)
Live ist ein Science-Fiction-Spielfilm der Regisseurin und Drehbuchautorin Lisa Charlotte Friederich. Der dystopische Film, der von einer Gesellschaft im Lockdown erzählt, feierte im Januar 2020 beim Filmfestival Max Ophüls Preis Premiere und wurde nur wenige Wochen später durch die Corona-Pandemie von der Realität eingeholt.

## Handlung
Die Welt in einer nahen Zukunft: Die Zahl der Terroranschläge hat so drastisch zugenommen, dass Begegnungen mit anderen Menschen und jede Form von kulturellem Leben nur noch im virtuellen Raum stattfinden. Öffentliche Versammlungen sind aus Sicherheitsgründen verboten. Es gibt keine Konzerte mehr, keine Schulen, kein Theater, keine Kneipen.
Die Psychologin Claire betreut Überlebende von Terroranschlägen. Als sie eines Tages bei einem Patienten eine Eintrittskarte, einen analogen Fetzen Papier findet, bricht sie aus ihrem Leben in Isolation aus. Getrieben von dem Bedürfnis nach Gemeinschaft plant sie mit ihrem Bruder Aurel, einem Star-Trompeter, der seit Jahren nur vor virtuellem Publikum stand, ein geheimes Live-Konzert vor echten, physisch anwesenden Menschen. Mit Hilfe der Hacker Ada und Maximus gelingt es ihnen allen Widrigkeiten zum Trotz, ihren Plan zu verwirklichen. Als kurz darauf die Mutter des Geschwisterpaares auftaucht, bricht ein uralter Konflikt auf, der Claire vor eine unüberwindliche Gegnerin stellt: sie selbst.

## Produktion
Gedreht wurde hauptsächlich zwischen Sommer 2017 und Mai 2018 in Frankfurt am Main, Heidelberg und im Odenwald. Der Film wurde von Rike Huy und Lisa Charlotte Friederich unter like Filme GbR unabhängig produziert mit Förderung durch Bayer Kultur, kulturMut (eine Crowdfunding-Kampagne des Kulturfonds Rhein-Main und der Aventis Foundation), Frauenreferat Frankfurt, EKHN Stiftung und zahlreichen weiteren Stiftungen. In der Postproduktionsphase erhielt der Film Postproduktionsförderung durch die MFG Medien- und Filmgesellschaft Baden-Württemberg.

## Kritik
Der Deutsche Filmdienst urteilte: „Trotz der unbeabsichtigten Parallele zur Corona-Pandemie funktioniert der Film eigenständig als Paraphrase auf den totalen Überwachungsstaat, in dem keine Kultur mehr möglich ist. Faszinierende Bilder vom menschenleeren Frankfurt gehen dabei mit einem beklemmenden Soundtrack einher.“
Auf Zeit Online wertete Ines Schipperges: „In ihrer feinfühligen und präzisen Beschreibung menschlichen Verhaltens während eines Lockdowns beweist Friederich als Drehbuchautorin, warum Filme dann am besten sind, wenn sie in der Fiktion der Wahrheit am nächsten kommen. Wenn die Filmemacherin die psychologische Komponente ihrer Inhalte allein mithilfe von Empathie ergreift und begreift.“
Susan Vahabzadeh schrieb in der Süddeutschen Zeitung: „‚Live‘ liegt eine großartige Idee zugrunde, und das perfekte Timing ist ein Wert an sich: Lisa Charlotte Friederich hat auf jeden Fall Gespür dafür, das Unvorstellbare mit der Gegenwart zusammenzubringen.“
Für Deutschlandfunk Kultur urteilte Stefan Müller: „...dass die Besetzung hervorragend ist und die Filmmusik ebenfalls, wird fast zur Nebensache. Nie war ein Science-Fiction-Entwurf näher an der Wirklichkeit.“
Oliver Armknecht von film-rezensionen.de meinte: „Die grundsätzlich Idee hinter ‚Live‘ ist daher interessant, verbindet futuristische Aspekte mit uralten Konflikten[…]. Bei der konkreten Umsetzung wird es jedoch mitunter etwas holprig. So bleiben die Figuren etwa zu distanziert, zu fremd, zu unwirklich, als dass die persönliche Entwicklung etwas bewirken würde. Man nimmt ihnen zu selten ab, dass es sich um reale Menschen handelt. Für eine tatsächliche Auseinandersetzung mit den Themen geht der Film jedoch nicht genug in die Tiefe bzw. verfolgt die einzelnen Spuren nicht konsequent. Da hätte aus dem Material entweder mehr gemacht werden müssen oder alternativ auf einen Kurzfilm beschränkt, damit das alles etwas griffiger wird. So bleibt ein spannendes, aber eben auch etwas unbefriedigendes Debüt.“

## Auszeichnungen
LICHTER Filmfest Frankfurt International 2020: Regionaler Langfilmpreis der Dr. Marschner Stiftung